# Bolsena Lacus
Bolsena Lacus est un lac de Titan, satellite naturel de Saturne.

## Caractéristiques
Bolsena Lacus est situé près du pôle Nord de Titan, centré sur 75,75° de latitude nord et 10,28° de longitude ouest, et mesure 101 km dans sa plus grande longueur. Découvert sur des images prises par la sonde Cassini en 2007, Bolsena Lacus fait partie des nombreux lacs qui parsèment la région septentrionale de Titan.

## Observation
Bolsena Lacus a été découvert par les images transmises par la sonde Cassini en 2007. Il a reçu le nom du lac de Bolsena, un lac d'Italie.